# RiotZone
RIOT — российская браузерная стратегическая онлайн-игра (MMOG). Для игры необходим браузер с установленным плагином Adobe Flash.
Игра запущена 1 октября 2011 года. В сентябре 2011 года игра проходила бета-тестирование.
В 2012 году игра получила награду «Лучшая браузерная онлайн-игра» на конференции разработчиков компьютерных игр.
В 2014 году вышла на платформах Android и IOS.
17 июля 2024 года сервера игры были отключены разработчиками и игра была закрыта.

## Вселенная RIOT
Действие игры проходит в крошечном латиноамериканском государстве Мерания. Весь игровой процесс сосредоточен на небольшом архипелаге, на котором происходит противостояние двух фракций и сил Диктатора, подчинившего себе эту страну. Основной ценностью на территории Мерании является уникальный минерал мерит (сначала назывался ританиум), использующийся в энергетике. Диктатор намеревается создать на основе этого минерала оружие массового поражения и угрожать им окрестным государствам. Ради увеличения темпов добычи и обработки мерита он низвёл большую часть населения страны до рабского положения с помощью подчиненной ему армии. Две организации бросили вызов Диктатору: Алый Альянс и Коалиция Короны.

## Фракции
При регистрации персонажа игрок выбирает фракцию, которую он будет представлять в игре. Никаких существенных отличий в игровом процессе между фракциями нет, несмотря на описания.

### Алый альянс
Армия революционеров и анархистов, сражающихся против тоталитарной власти Диктатора. Альянсом руководит Команданте — опытный и справедливый лидер, поклявшийся освободить свою страну, пускай даже самыми жесткими методами. Недостаток высокотехнологичного оружия они компенсируют поддержкой местного населения и лихой отвагой.

### Коалиция Короны
объединение наемников, выступающих на стороне Барона, законного наследника свергнутой Диктатором династии. Барон — умный и расчетливый руководитель, искренне радеющий о благе страны и не разменивающийся на абстрактные идеалы. После свержения тирана он намерен обеспечить массовый приток иностранного капитала, развивая высокотехнологичное производство. Пользуясь своими связями среди ведущих оружейных корпораций, Барон оснащает свою армию по последнему слову техники. Бойцы Коалиции — опытные и циничные наемники, которых не привлекает бескорыстный идеализм Алого альянса. Они верны только своему контракту и готовы самоотверженно проливать свою и чужую кровь во имя победы.

## Игровой процесс
Главной составляющей игры являются битвы против войск Диктатора (PvE) и против представителей противоположной фракции (PvP). Все битвы проходят в полуавтоматическом режиме с непрямым управлением. Отряд игрока действует сам по себе, но требует указаний игрока по использованию тактически важных возможностей: призыв средств поддержки, использование стимуляторов, лечение аптечками, применение улучшенных патронов, а также броски гранат.
Между битвами у игроков есть возможность заняться обустройством лагеря, обновить обмундирование, развить своего персонажа и поменять наёмников в своём отряде. Всё это даёт дополнительные преимущества перед другими игроками. Кроме прямых столкновений с другими игроками, есть возможность набега на лагеря игроков противоположной фракции с целью грабежа.